# 瓦格蘭河
瓦格蘭河是俄羅斯的河流，屬於索西瓦河的右支流，由斯維爾德洛夫斯克州負責管轄，河道全長137公里，流域面積1,620平方公里，河水主要來自雨水和融雪，每年十一月至翌年四月結冰。